# Bernard M. Gordon Prize
Der Bernard M. Gordon Prize wurde im Jahr 2001 von der United States National Academy of Engineering ins Leben gerufen. Sein Zweck ist es, Führungskräfte in der Wissenschaft für die Entwicklung von neuen pädagogischen Ansätzen im Bereich Maschinenbau und Technik anzuerkennen und auszuzeichnen. Jedes Jahr wird der Bernard M. Gordon Prize mit einem Preisgeld in Höhe von 500.000 US-Dollar vergeben. Hiervon erhält der Preisträger 250.000 US-Dollar. Die andere Hälfte des Preisgeldes wird an das Institut ausgezahlt, um es zu unterstützen, damit die Entwicklung dort fortgeführt wird. Obwohl der Bernard M. Gordon Prize noch recht neu ist, hat er hohes Ansehen.
Er ist nach dem amerikanischen Ingenieur, Unternehmer und Erfinder Bernard Marshall Gordon (* 1927) benannt, der als Vater der Hochgeschwindigkeits-Analog-Digital-Wandlung gilt.

## Vergabekriterien
- Die Fähigkeit des Nominierten, pädagogische Paradigmen zu entwickeln, die es ermöglichen Fähigkeiten und Einstellungen für Führungskräfte im Maschinenbau zu generieren und entwickeln.
- Nachgewiesene Auswirkungen auf den oben genannten Bereich und Betonung der Übertragbarkeit der Innovation. Zusätzliche Kriterien können sein: eine nachprüfbare Wirkung auf Studierende (Anteil der Studierenden, die eine Karriere in der Industrie verfolgen, das aktive Engagement bei Gestaltung des Studiums, Verfolgung der fortschrittlichen technischen Ausbildung usw.), studentische Evaluierung der einschlägigen Kurse und Anerkennung der Einzigartigkeit des neuen pädagogischen Ansatzes.
- Erhebliche Auswirkungen innerhalb der Institution oder der Reproduzierbarkeit bei anderen Institutionen.
- Schwerpunkt auf den Projekterfolg.
- Erfolg in der Ausbildung von Führungskräften im Maschinenbau. Nominierte sollten identifizierbare Personen sein, die von der Innovation profitiert haben, einschließlich ihrer vergangenen und gegenwärtigen Positionen.
- Das Potential des Nominierten, die durch den Preis verliehenen Ressourcen zu nutzen und den innovativen Ansatz zu erweitern, einschließlich, aber nicht beschränkt, auf die Reproduzierbarkeit der Innovation in anderen akademischen Bereichen.
- Die Nominierten müssen US-Bürger sein oder ihren ständigen Wohnsitz in den USA haben und sich in einem Institut der USA um die Entwicklung des pädagogischen Ansatzes für den Maschinenbau bemühen.
- Der Preis wird nur an lebende Personen verliehen.

## Preisträger
- 2002 Eli Fromm für die Innovation, technisches, soziales und Erfahrungs-Lernen zu einem Bachelor-Lehrplan zu integrieren.
- 2004 Frank S. Barnes Vorreiter für ein interdisziplinäres Telekommunikations-Programm (ITP), für Staats- und Regierungschefs, den Brückenbau, für Sozialwissenschaften, und die öffentliche Ordnung.
- 2005 Edward J. Coyle, Leah H. Jamieson und William C. Oakes für Fortschritte in der Ausbildung von zukünftigen Führungskräften im Maschinenbau durch die Entwicklung und Verbreitung von Maschinenbauprojekten in gemeinnützigen Programmen (EPICS).
- 2006 Jens E. Jorgensen, John S. Lamancusa, Lueny Morell, Allen L. Soyster und Jose Zayas-Castro, für die Entwicklung einer Lernfabrik in der multidisziplinäre studentische Teams Eigenschaften und Fähigkeiten von Führungskräften im Maschinenbau entwickeln, in dem sie echte Probleme lösen.
- 2007 Arthur W. Winston, Harold S. Goldberg und Jerome E. Levy für die Innovation in der Maschinenbau- und Technologie-Ausbildung. Sie waren Gründer und Dozenten am Gordon Institute in seinen ersten Jahren.
- 2008 Jacquelyn F. Sullivan und Lawrence E. Carlson für das integrierte Lehr- und Lernprogramm, das praktische Einflüsse auf die Motivation und das Lernen während der Ingenieurausbildung für zukünftige Führungskräfte hat.
- 2009 Thomas H. Byers und Tina Seelig für zukunftsweisende, ständig weiterentwickelte und unermüdliche Technologieverbreitung von unternehmerischen Ausbildungs-Ressourcen für Studenten der Ingenieurwissenschaften und Pädagogen auf der ganzen Welt (STVP Program der Stanford University).
- 2011 Edward Crawley vom MIT ist Mitbegründer der Initiative CDIO, für Innovation und Umdenken in der Ingenieurausbildung. CDIO hat weltweit über 50 Mitarbeiter (Stand 2011).
- 2012 Clive L. Dym, M. Mack Gilkeson und J. Richard Phillips vom Harvey Mudd College für die Erstellung und Verbreitung von Innovationen in der Bachelor-Engineering-Design-Ausbildung von Führungskräften im Maschinenbau.
- 2013 Richard Miller, David Kerns, Jr. und Sherra Kerns vom Franklin W. Olin College of Engineering für die Gründung des Olin College und ihres Schüler-zentrierten Ansatz für die Ausbildung von Führungskräften im Maschinenbau.
- 2014 John P. Collier, Robert J. Graves, Joseph J. Helble und Charles E. Hutchinson vom Dartmouth College für ihr Dartmouth Engineering Entrepreneurship Program.
- 2015 Simon Pitts, Michael B. Silevitch von der Northeastern University für ein Programm zur Vorbereitung von Ingenieuren auf Führungsaufgaben.
- 2016 Diran Apelian, Arthur C. Heinricher, Richard F. Vaz, Kristin K. Wobbe vom Worcester Polytechnic Institute für ein Projekt-basiertes Curriculum im Ingenieurwesen
- 2017 Julio M. Ottino, Dekan der Robert R. McCormick School of Engineering and Applied Science an der Northwestern University für ein ganzheitliches, analytisch-kreatives Ausbildungsprogramm für Führungspersonen im Ingenieurwesen
- 2018 Paul G. Yock, für die Entwicklung und weltweite Verbreitung von Biodesign, einem biomedizinischen Technik-Programm, aus dem Führungskräfte und Innovationen hervorgehen, von denen Patienten profitieren
- 2019 Paul J. Benkeser, Joseph M. Le Doux, Wendy C. Newstetter, for fusing problem-driven engineering education with learning science principles to create a pioneering program that develops leaders in biomedical engineering.
- 2020 David Kelley, for formalizing the principles and curriculum of ‘design thinking’ to develop innovative engineering leaders with empathy and creative confidence to generate high-impact solutions.
- 2021 Linda Griffith und Douglas Lauffenburger, Massachusetts Institute of Technology for the establishment of a new biology-based engineering education, producing a new generation of leaders capable of addressing world problems with innovative biological technologies.
- 2022 Jenna P. Carpenter, Campbell University in North Carolina, Thomas C. Katsouleas, University of Connecticut, Richard K. Miller, Franklin W. Olin College of Engineering, und Yannis C. Yortsos, University of Southern California for creating an innovative education program that prepares students to become future engineering leaders who will address the NAE Grand Challenges of Engineering.
- 2023 Azad M. Madni, University of Southern California for creating and disseminating a transdisciplinary systems engineering education paradigm based on leadership, innovation, entrepreneurship, convergence, social awareness, and diverse thinking and backgrounds.
- 2024 Georges Belfort, Steven M. Cramer, Rensselaer Polytechnic Institute, for advancing the state of the art in downstream bioprocessing and educating generations of industry and academic leaders who transformed and grew the biotechnology industry.